# Ciencia pesquera

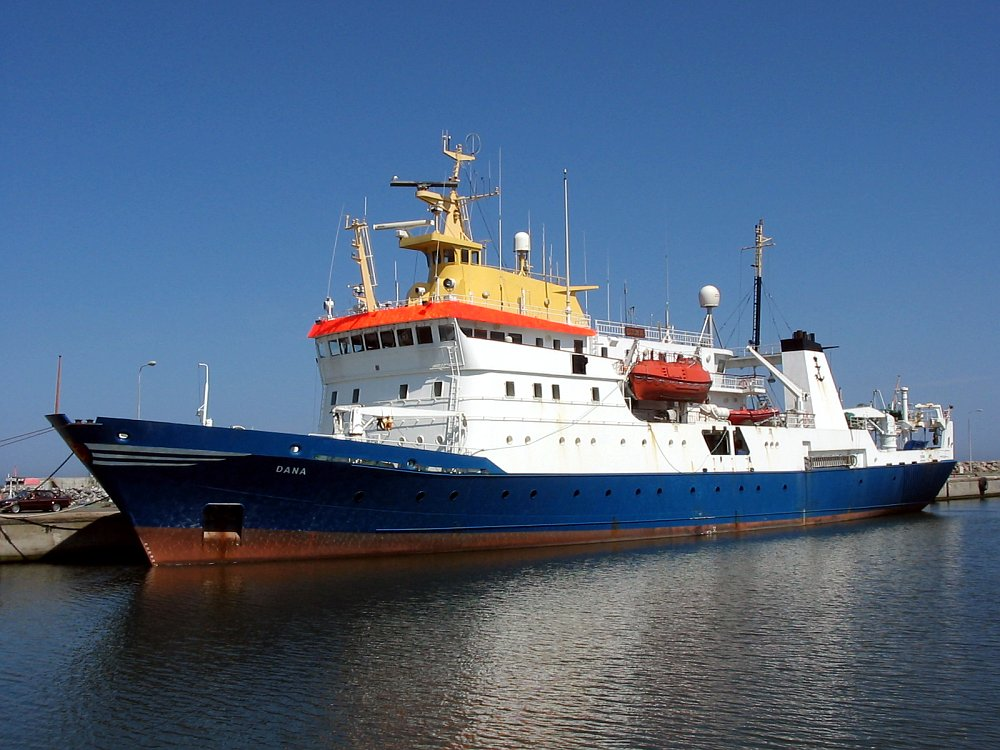
El barco de investigaciones Dana de 78 m

La ciencia de la pesca es la disciplina académica de gestión y comprensión de la pesca. Es una ciencia multidisciplinar , el cual trabaja en las disciplinas de limnología, oceanografía, biología de agua dulce, biología marina, conservación, ecología, dinámica de población, economía y administración para intentar proporcionar un cuadro integrado de la pesca. En algunos casos las disciplinas nuevas han emergido, como son los casos de bioeconomía y leyes de pesca.
Esta ciencia es típicamente enseñada con un encuadre universitario, y puede ser el foco de un pregrado, másteres o Ph.D. Algunas universidades ofrecen plenamente programas integrados en ciencia pesquera.

## Investigaciones en pesca
Los barcos de búsqueda (FRVs) requieren plataformas capaces de pescar en red con diferentes tipos de remolcadores, recogiendo plancton o muestras de agua de una gama de profundidades, y llevando equipos sónicos de búsqueda d ecardúmenes. Tales barcos de búsqueda son a menudo diseñados y construidos a lo largo de las mismas líneas como un barco de pesca grande, pero con espacio para laboratorios y almacenamiento de equipo.

## Colaboradores notables
Los miembros de esta lista conocen uno o más de los criterios siguientes: 1) Autor ampliamente citado con arbitarje por pares, de artículos de pesca, 2) Autor de trabajo de referencia importante en pesca, 3) Fundador de revistas de pesca, museo u otra organización relacionada 4) Persona notable por otras razones, y ha trabajado en esta ciencia.

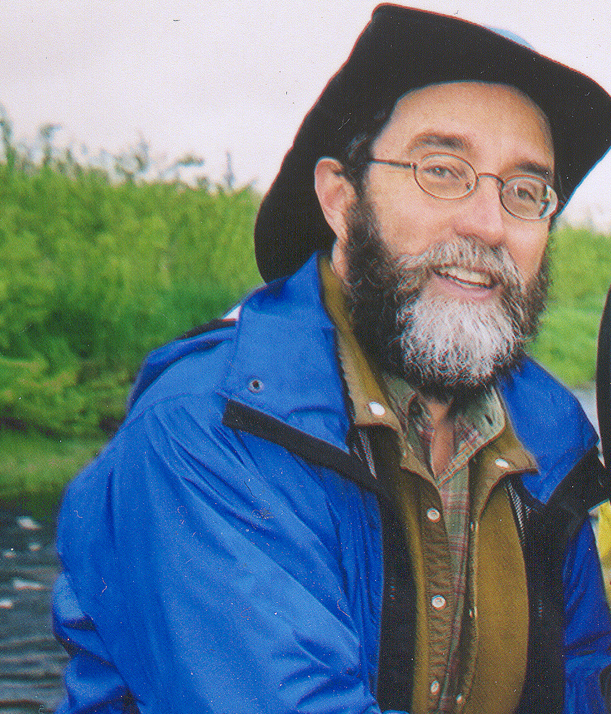
Ransom A. Myers

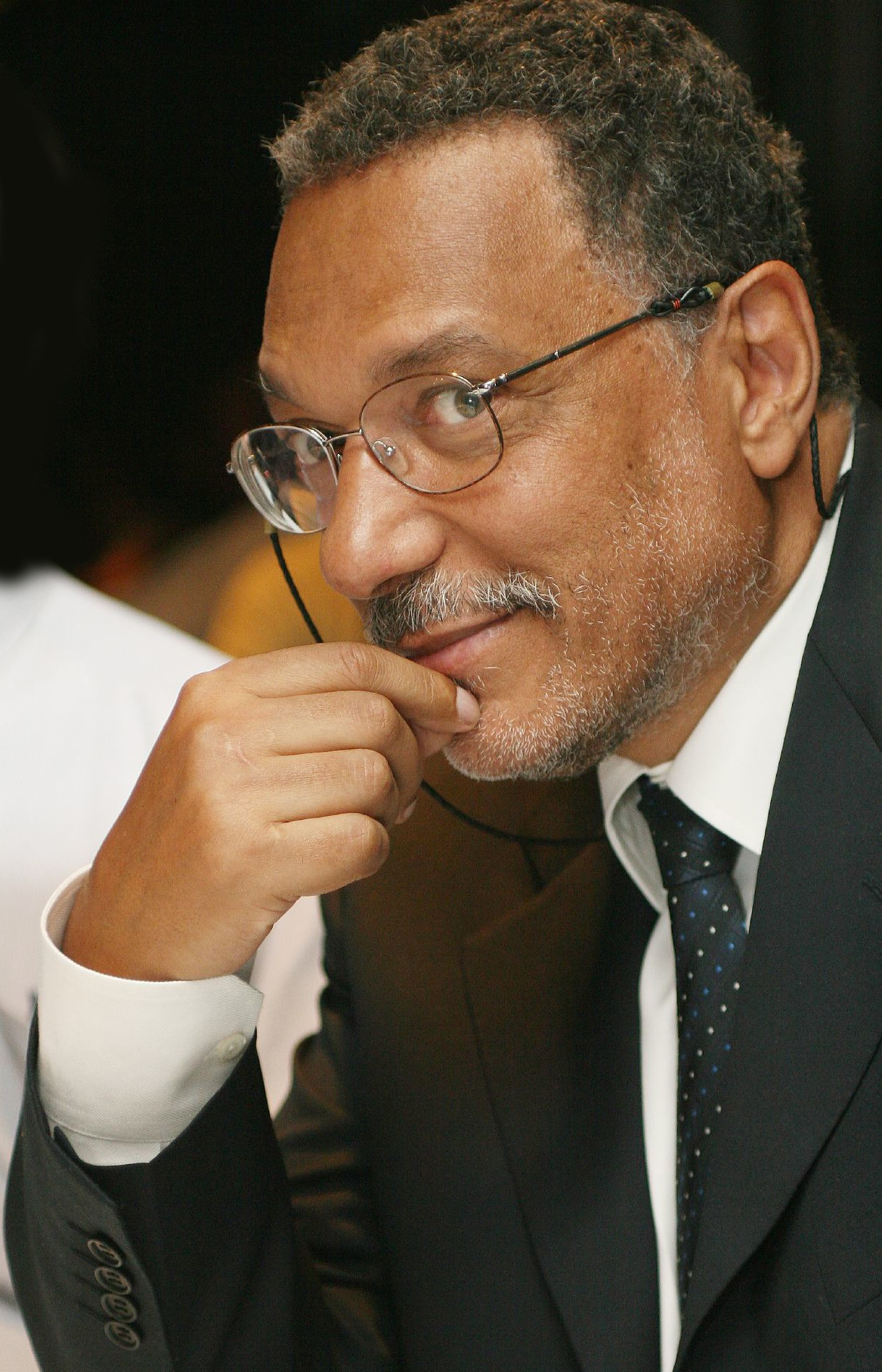
Daniel Pauly

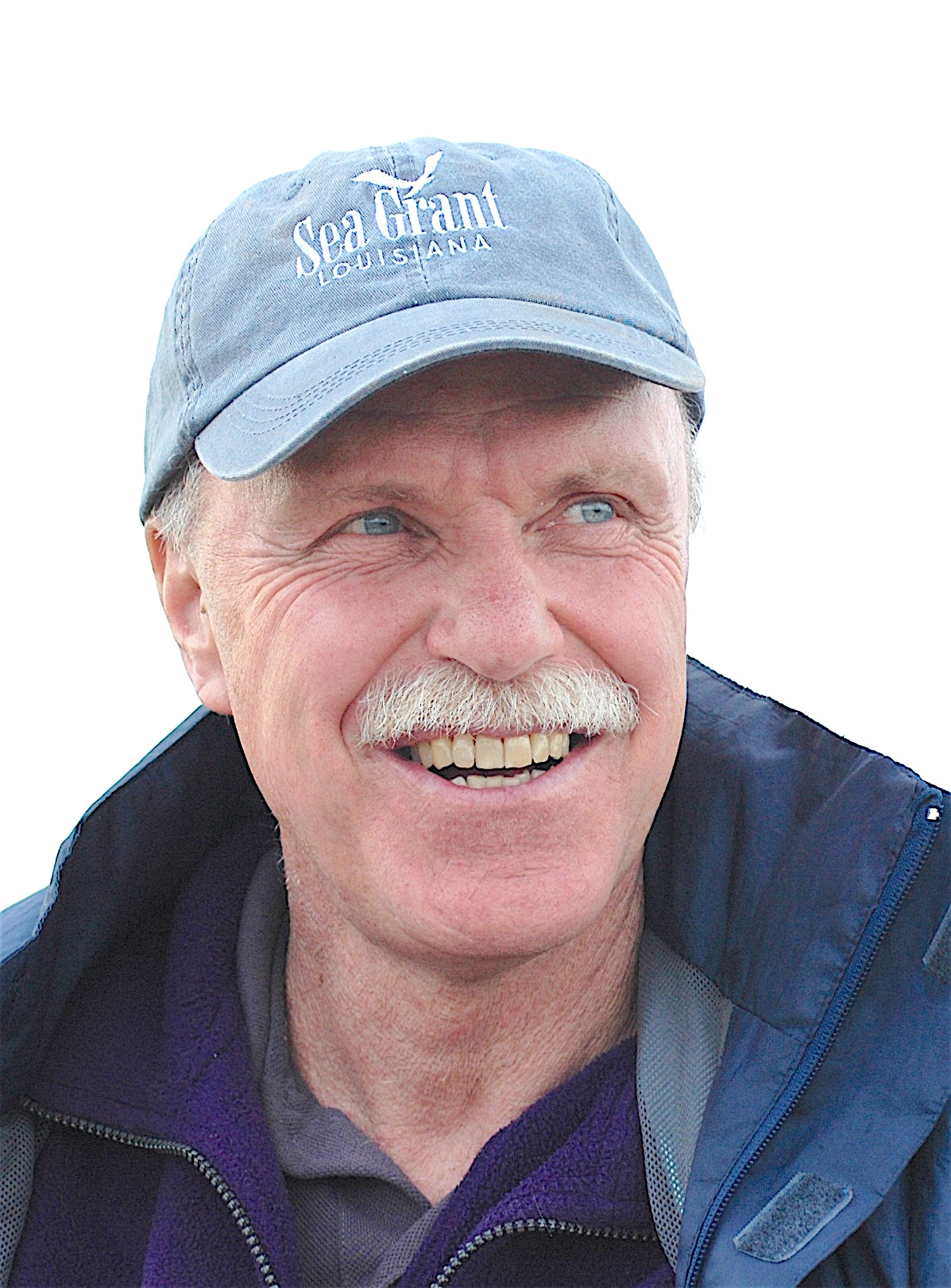
Ray Hilborn

| Colaborador             | Nacionalidad     | Nacido | Murió                                                                                   | Contribución |
| ----------------------- | ---------------- | ------ | --------------------------------------------------------------------------------------- | --- |
| Baird, Spencer F        | Estadounidense   | 1823   | 1887                                                                                    | Cofundador científico de la Comisión de Peces de Estados Unidos                                                                                             |
| Baranov, Fedor yo       | ruso             | 1886   | 1965                                                                                    | Baranov es patriarca de la dinámica de población de peces. Baranov trabajó esa ecuación, de 1918, es quizás la ecuación más utilizada en modelado de pesca. |
| Beverton, Rayo          | inglés           | 1922   | 1985                                                                                    | Biólogo conocido por el modelo Beverton–Holt (con Sidney Holt) uno de los fundadores de la ciencia de la pesca                                              |
| Christensen, Villy      | danés-canadiense | -      | -                                                                                       | Científico y modelador de ecosistemas, trabajó en el desarrollo de Ecopath                                                                                  |
| Cobb, John N            | estadounidense   | 1868   | 1930                                                                                    | Fundador de la primera universidad de piscicultura en EE. UU. Universidad de Washington de Picicultura, en 1919                                             |
| Cooke, Steven J         | canadiense       | 1974   | -                                                                                       | Académico contribuyente en ciencia piscícola, y fisiología de conservación                                                                                  |
| Cushing, David          | inglés           | 1920   | 2008                                                                                    | Biólogo, conocido con el desarrollo de la hipótesis Match/mismatch                                                                                          |
| Everhart, W Harry       | estadounidense   | 1918   | 1994                                                                                    | Científico, educador, administrador y autor de varios textos ampliamente utilizados en piscicultura                                                         |
| Froese, Rainer          | alemán           | 1950   | -                                                                                       | conocido por su trabajo en el desarrollo y coordinación de FishBase                                                                                         |
| Verde, Seth             | estadounidense   | 1817   | 1888                                                                                    | Pionero en piscicultura: estableció el primer criadero de peces en Estados Unidos                                                                           |
| Halver, John            | estadounidense   | 1922   | 2012                                                                                    | Trabajo pionero de necesidades nutritivas de peces con métodos modernos de piscicultura. Es el padre de la nutrición de peces.                              |
| Hempel, Gotthilf        | alemán           | 1929   | -                                                                                       | Biólogo marino y oceanógrafo, y cofundador del Alfred Wegener Instituto de Búsqueda Polar Marina                                                            |
| Herwig, Walther         | alemán           | 1838   | 1912                                                                                    | Abogado y promotor de la pesca en alta mar |
| Hilborn, Rayo           | canadiense       | 1947   | -                                                                                       | Biólogo con contribuciones fuertes en ingeniería pesquera                                                                                                   |
| Hjort, Johan            | noruego          | 1869   | 1948                                                                                    | Biólogo, zoólogo marino y oceanógrafo |
| Hofer, Bruno            | alemán           | 1861   | 1916                                                                                    | Científico fundador de la ciencia de patología de peces |
| Holt, Sidney            | inglés           | 1926   | -                                                                                       | Biólogo conocido por el modelo Beverton–Holt (con Ray Beverton) uno de los fundadores de la ciencia piscícola                                               |
| Kils, Uwe               | alemán           | -      | -                                                                                       | Biólogo marino especialista en planctología. Inventor del ecoSCOPE                                                                                          |
| Lackey, Robert T        | canadiense       | 1944   | -                                                                                       | Científico político con trabajos que implica la función de ciencia en la política piscícola                                                                 |
| Margolis, Leo           | canadiense       | 1927   | 1997                                                                                    | Parasitólogo Y cabeza de la Estación Biológica del Pacífico en Nanaimo, Columbia Británica                                                                  |
| McKay, R J              | australiano      | -      | -                                                                                       | Biólogo y un especialista en translocar peces de agua dulce                                                                                                 |
| Myers, Ransom A         | canadiense       | 1952   | 2007                                                                                    | Biólogo marino y conservationista |
| Pauly, Daniel           | francés          | 1946   | -                                                                                       | Prominente científico piscícola, trabajó en impactos humanos en pesquerías globales                                                                         |
| Pitcher, Tony J         | -                | -      | Trabajó en impactos de pescar, evaluaciones de administración y comportamiento de peces | |
| Rice, Michael           | estadounidense   | 1955   | -                                                                                       | Trabajó en pesca de moluscos |
| Ricker, Bill            | canadiense       | 1908   | 2001                                                                                    | Biólogo marino , modleo Ricker, uno de los fundadores de la ciencia de la pesca                                                                             |
| Ricketts, Ed            | estadounidense   | 1897   | 1948                                                                                    | Un biólogo marino quién introdujo la ecología a esta ciencia.                                                                                               |
| Roberts, Callum         | estadounidense   | -      | -                                                                                       | Biólogo de conservación marina, sabido para su trabajo en la función de reservas marinas en proteger ecosistemas marinos                                    |
| Rosenthal, Harald       | alemán           | 1937   | -                                                                                       | Hidrobiólogo trabajó en peces de cultivo y ecología |
| Safina, Carl            | estadounidense   | 1955   | -                                                                                       | Autor de varias escritoras en ecología marina |
| Sars, Georg Ossian      | noruego          | 1837   | 1927                                                                                    | Biólogo marino conocido con el descubrimiento de un número de especie nueva y sabido por su análisis de bacalao                                             |
| Schaefer, Milner Baily  | estadounidense   | 1912   | 1970                                                                                    | Notable por trabajos en la dinámica de población de fisheries                                                                                               |
| Schweder, Tore          | noruego          | 1943   | -                                                                                       | Estadístico cuyo trabajo incluye la valoración de recursos marinos                                                                                          |
| Sumaila, Ussif Rashid   | nigeriano        | -      | -                                                                                       | Notable en análisis de los aspectos económicos de la pesca                                                                                                  |
| Utter, Fred M           | estadounidense   | 1931   | -                                                                                       | Caracterizado por NOAA como el padre de fundar de fishery genética, ha sido influyente en conservación marina                                               |
| von Bertalanffy, Ludwig | austriaco        | 1901   | 1972                                                                                    | Biólogo y fundador de teoría de sistemas generales |
| Walters, Carl           | estadounidense   | 1944   | -                                                                                       | El biólogo sabido para su trabajo que implica fisheries valoraciones accionarias, el adaptive concepto de administración, y @modeling de ecosistema         |

### Sociedades profesionales
- Consejo mundial de Sociedades de Pesca
- Sociedad Americana de Pesquerías
- Consejo Internacional para la Exploración del Mar (HIELOS)
- Sociedad de Pesca de las Islas Británicas
- Sociedad japonesa de Ciencia de la Pesca
- Sociedad australiana de Biología de Peces

- Datos: Q1420050
- Multimedia: Fisheries science / Q1420050